# Frahelž
Frahelž – wieś i gmina w Czechach, w powiecie Jindřichův Hradec, w kraju południowoczeskim. Według danych z dnia 1 stycznia 2014 liczyła 161 mieszkańców.
W miejscowości jest przystanek kolejowy Frahelž.